# آرکوره
آرکوره (به ایتالیایی: Arcore) یک شهرستان (کومونه) در ایتالیا است که در استان مونتزا و بریانتزا در ناحیه لمباردی واقع شده‌است.

## ویژگی‌ها
آرکوره ۹٫۳ کیلومترمربع مساحت و ۱۷٬۶۳۶ نفر جمعیت دارد و ۱۹۳ متر بالاتر از سطح دریا واقع شده‌است.